# Смокове стрелци
Смоковете стрелци (Coluber) са род змии от семейство Смокообразни (Colubridae). Те са широко разпространени по целия свят и значително се различават помежду си по начин на живот.

## Видове
- Coluber andreanus
- Coluber bholanathi
- Coluber brevis
- Coluber caspius – Смок стрелец
- Coluber constrictor
- Coluber dorri
- Coluber elegantissimus
- Coluber gracilis
- Coluber insulanus
- Coluber largeni
- Coluber manseri
- Coluber messanai
- Coluber mormon
- Coluber najadum – Стрелушка
- Coluber rubriceps – Черноврата стрелушка
- Coluber schmidtleri
- Coluber scortecci
- Coluber sinai
- Coluber smithi
- Coluber somalicus
- Coluber taylori
- Coluber thomasi
- Coluber variabilis
- Coluber vittacaudatus
- Coluber zebrinus